# FM Z95
FM Z95 fue una estación de radio argentina que transmitió desde la Ciudad Autónoma de Buenos Aires.

## Historia
Z95 fue lanzado al aire el 3 de octubre de 1988 en la FM 95.1 MHz, perteneciente a Radio Del Plata. Z95 sorprendió con una impronta y una música diferente a lo que se venía escuchando hasta entonces, haciendo hincapié en la música bailable, el tecnopop, artistas de la "Hit Factory" de los productores Stock, Aitken & Waterman y las nuevas tendencias de aquel entonces como el House, o New beat, basándose más en lo que se escuchaba en las radios europeas. Sus locutores estrellas eran Claudio Sanzo, más conocido como Bebe o BB Sanzo -con su programa La máquina del sonido- y Horacio González Garrido, alias H. Scanner. También participaban los locutores Marcela Feudale -con su programa 13/20-, Marcelo Toledo y el DJ Gustavo Colombo y la DJ femenina ROMINA. En un inicio, contaba con la voz en off de Daniel Giles para luego contar con el trabajo de Marcelo Toledo y un gran trabajo de producción y sonido con la coordinación de Guillermo Gauna el crecimiento rápido y exponencial de la FM Z95 con las canciones que sonaban correspondían principalmente a los éxitos en ventas de Europa y Estados Unidos, teniendo el fuerte en la lista de Ventas de Singles británica. Por ello, los artistas que se escuchaban en Z95 tenían escasa difusión en Argentina en ese entonces como Erasure, Depeche Mode, Kylie Minogue, Rick Astley o Technotronic hasta quienes se convertirían en figuras locales argentinas como The Sacados (cuyo cantante perteneció al equipo de la radio) o El Signo y las incursiones artísticas de Guillermo Vilas.
En su momento de auge, llegó a tener 32 puntos de audiencia (más de dos millones y medio de oyentes) siendo la estación en FM más escuchada del país. En mayo de 1990 la emisora ganó un premio Martín Fierro en el Rubro "Mejor Programación de FM".

## La "Z" TV
Debido al éxito de la radio, entre el 2 de abril y 27 de julio de 1990 se emitió La "Z" TV por Telefe, de lunes a viernes a las 6:00 p.m. En este programa, Bebe Sanzo, H. Scanner y Romina (nombre artístico de María Fernanda Veiga) presentaban los videos musicales de los temas más difundidos de la radio. Contaba con la producción periodística de Guillermo de la Peña y Gabriel Fernández, quienes investigaban y escribían la info en que se basaban los VJs para realizar sus presentaciones, al mismo tiempo que recopilaban la data para armar el Top Ten y seleccionaban y distribuían la lista de videoclips a difundir en la semana.
El programa contaba con varias secciones, entre ellas el Flashback (generalmente video con una antigüedad mayor a dos años a esa fecha), el VideoMegaMix (video formado por fragmentos de clips famosos los cuales tenían que ser descubiertos por los televidentes con la posibilidad de participar en un concurso sobre la base de ello), El Estreno (Clip estreno del día, el cual marcaba nuevas tendencias y por lo general, se trataba de vídeos no vistos anteriormente en Argentina), TOP TEN (Los diez videos más votados de la semana) y canciones con Letras (videos con subtítulos). El programa se realizaba en los estudios ubicados en Pavón 2444 - San Cristóbal, Cap. Fed.

## Final
La FM Z95 realizó la última emisión con ese nombre el 31 de diciembre de 1990, con emotivo mensaje en la voz del locutor Marcelo Toledo. Sorpresivamente, siendo la radio más escuchada del país, la emisora pasó a denominarse FM 95 - Del Plata o Frecuencia 95 - Del Plata, cambiando su programación y sus conductores. Algunos programas como La Máquina del Sonido siguieron pero ahora bajo la conducción de H Scanner, hasta finales de 1991, cuando dejó de emitirse.

## Legado
Años más tarde, La FM NRG tomaría el espíritu de la Z 95, pasando música mayormente bailable y con varios ex Z 95, con BB Sanzo a la cabeza.
Varias figuras hicieron sus primeras armas en Z95 como Marcelo Toledo, Marcela Feudale, un por entonces ignoto Marley que trabajaba como productor, Alejandro Nagy (voz de la Rock and Pop), Marcelo Figueras, Tuti Gianakis, así como los DJs Hernán Cattáneo, Gustavo Colombo y Ezequiel Dero. También daría sus primeros pasos el operador Javier Bravo, quien en sucesivos programas iría cambiando el estilo de operación en las radio. Esto sería muy notorio con la llegada de Fernando Peña  y su programa "El Parquímetro".

## Tras la Z 95
Luego de varios años y cambios de formato, (Frecuencia 95 - Del Plata: 1991-1994, Radio City: 1995-1996 y Estación 95: 1997). El 2 de febrero de 1998 la emisora pasó a llamarse Radio Metropolitana (más conocida como Metro 95.1) que hasta el día de hoy sigue vigente.

## Los 40 Principales
Uno de los programas más populares de la Z95 era la clasificación con los 40 temas principales de cada semana, que se emitía todos los sábados de 6:00 p.m. a 10:00 p.m. con la conducción realizada por Marcela Feudale, BB Sanzo y H. Scanner. Algunas ediciones contaba con dos de los DJs antes mencionados presentando la lista en la misma edición.
Los 40 principales era producido por Gabriel Fernández y Guillermo de la Peña, quienes recopilaban las votaciones, realizaban la planificación del programa y redacción de sus libretos.
A lo largo del programa, se incluían dos micro programas de Bonus Track los que incluían los "éxitos que se ven venir". A fin de año, se realizaba una lista anual recopilando estadísticamente todas las canciones que participaron en Los 40 Principales de cada semana.  Utilizando un algoritmo especial, se llegaba a los 100 temas más importantes, los cuales se emitían en dos programas especiales los últimos dos sábados del año. En las clasificaciones de fin de año se puede ver la importante presencia de artistas que fueron insignia de la radio, como Erasure (con 6 canciones en el resumen de los 50 temas de 1989 y 7 en el de los 100 temas de 1990), Depeche Mode (2 canciones en 1989 y 4 en 1990), Madonna (2 canciones en 1989 y 2 en 1990) y Technotronic (5 canciones en 1990).
Los 50 de 1989

50. Lambada - Kaoma 

49. People Hold On - Coldcut feat. Lisa Stansfield

48. In Your Room - The Bangles
 
47. Jack to the Sound of the Underground - Hithouse
 
46. Angel of Harlem - U2
 
45. The Loco-Motion - Kylie Minogue
 
44. Straight Up - Paula Abdul
 
43. Buffalo Stance - Neneh Cherry
 
42. Victim of Love - Erasure
 
41. Wild Wild West - The Escape Club
 
40. Domino Dancing - Pet Shop Boys
 
39. Esatto! - Francesco Salvi
 
38. “Theme From S’Express” - S’Express
 
37. No Te Olvides la Toalla Cuando Vayas a la Playa - Puturrú de Foie
 
36. Love Is a Shield - Camouflage
 
35. Express Yourself - Madonna
 
34. Batdance - Prince
 
33. Don’t Wanna Lose You - Gloria Estefan
 
32. Stop! - Erasure
 
31. I Don’t Wanna Lose Her - Rick Astley
 
30. I Beg Your Pardon - Kon Kan
 
29. Girl You Know It’s True - Milli Vanilli
 
28. The Only Way Is Up - Jazz & The Plastic Population
 
27. Swing the Mood - Jive Bunny and The Mastermixers
 
26. Behind the Wheel - Depeche Mode
 
25. Lost in Your Eyes - Debbie Gibson
 
24. Wee Rule - The Wee Papa Girls
 
23. Kiss - The Art of Noise feat. Tom Jones
 
22. C’è Da Spostare Una Macchina - Francesco Salvi
 
21. She Wants to Dance With Me - Rick Astley
 
20. Eternal Flame - The Bangles
 
19. All She Wants Is - Duran Duran
 
18. She Drives Me Crazy - Fine Young Cannibals
 
17. Toy Soldiers - Martika
 
16. Drama! - Erasure
 
15. Take Me to Your Heart - Rick Astley
 
14. Music Lover - S’Express
 
13. Vanishing Point - New Order
 
12. Baby Don’t Forget My Number - Milli Vanilli

11. Revolution Rock - Fabulosos Cadillacs
 
10. A Little Respect - Erasure
 
09. Pump Up the Jam - Technotronic
 
08. Like a Prayer - Madonna

07. E-D-U-C-A-T-I-O-N - Okay
 
06. Left to My Own Devices - Pet Shop Boys
 
05. The Look - Roxette
 
04. When I Needed You - Erasure
 
03. Everything Counts - Depeche Mode
 
02. Marina ’89 - Rocco Granata and The Carnations

01. Oh l’Amour - Erasure

Los 100 de 1990

100. The Emperor's New Clothes - Sinead O'Connor
 
99. Brother and Sister - Erasure 

98. It’s on You - M.C. Sar & The Real McCoy 

97. Too Many Broken Hearts - Jason Donovan 

96. Deep in Vogue - Malcolm McLaren
 
95. Mundo de Quimeras -Soda Stereo 

94. Cradle of Love - Billy Idol 

93. Violence of Summer (Love’s Taking Over) - Duran Duran 

92. Compulsion - Martin L. Gore 

91. Can’t Shake the Feeling - Big Fun 

90. Vision of Love - Mariah Carey 

89. Tell It Like It Is - Don Johnson 

88. Blue Savannah - Erasure 

87. C Day [Live] - Confetti’s 

86. You’ll Never Stop Me from Loving You - Sonia 

85. Número Uno - Starlight 

84. Tom’s Diner - D.N.A. feat. Suzanne Vega 

83. Dirty Cash (Money Talks) - The Adventures of Stevie V 

82. Leave a Light On - Belinda Carlisle 

81. Suicide Blonde - INXS 

80. Put ’m Up (Your Hands) - Confetti’s 

79. Release Me - Wilson Phillips 

78. Yo-Yo - Plaza 

77. Club at the End of the Street - Elton John 

76. Love Will Lead You Back - Taylor Dayne 

75. Tonight - New Kids on the Block 

74. Happenin’ All Over Again - Lonnie Gordon 

73. Soca Dance - Charles D. Lewis 

72. Sueño Latino - Sueño Latino feat. Carolina Damas 

71. Losing My Mind - Liza Minnelli 

70. Tears on My Pillow - Kylie Minogue 

69. Roam - The B-52’s 

68. Homely Girl - UB40 

67. Big T - Matt's Phantasy Club
 
66. Sacrifice - Elton John 

65. Hanky Panky - Madonna 

64. Back to Life - Soul II Soul feat. Caron Wheeler 

63. Venus - Don Pablo’s Animals 

62. El Mensaje soy yo - Los Fabulosos Cadillacs
 
61. Fame 90 - David Bowie 

60. Groove Is in the Heart - Deee-Lite 

59. Dub Be Good to Me | Beats International 

58. Fools Gold - The Stone Roses 

57. Crown of Thorns - Erasure 

56. This Beat Is Technotronic - Technotronic feat. M.C. Eric 

55. I Wish It Would Rain Down - Phil Collins 

54. Blaze of Glory - Jon Bon Jovi 

53. Ritmo de la Noche - The Sacados
 
52. So Hard - Pet Shop Boys 

51. Loco Mia - Loco Mia 

50. Do You Remember? - Phil Collins 

49. Spin That Wheel (Turtles Get Real!) - Hi Tek 3 feat. Ya Kid K 

48. Feel That Beat - 2 Static feat. Nasty Cat 

47. Hola Mi Amor - Junco 

46. Ride on Time - Black Box 

45. All I Wanna Do Is Make Love to You - Heart 

44. Master And Servant - Depeche Mode 

43. Supernature - Erasure 

42. Praying for Time - George Michael 

41. Tú eres para mí - Guillermo Vilas 

40. We Didn’t Start the Fire - Billy Joel 

39. If Only I Could - Sydney Youngblood 

38. Hold On - Wilson Phillips 

37. Show ’M the Bass - Miker G 

36. Never Turn Your Back on Mother Earth - Martin L. Gore 

35. Volare - Gipsy Kings 

34. Rhythm Of The Rain - Jason Donovan 

33. Move This - Technotronic 

32. Blue Sky Mine - Midnight Oil 

31. Get Down - New Age Kids 

30. Hey DJ, I Can’t Dance (To That Music You’re Playing) - The Beatmasters 

29. Infinity (1990s… Time for the Guru) - Guru Josh 

28. The Real Wild House - Raúl Orellana 

27. Get a Life - Soul II Soul 

26. Drama! - Erasure 
 
25. Manuel - The Sacados 

24. Kingston Town - UB40 

23. Guillermo Vilas feat. Michelle Tomaszewski - Si quieres amarla (Radio Version) 

22. The Power - Snap! 

21. Comment Te Dire Adieu? - Jimmy Somerville 

20. You Make Me Feel (Mighty Real) - Jimmy Somerville 

19. Megamix - Technotronic 

18. Don’t Make Me Over - Sybil 

17. Bula Bula - Praga Khan
 
16. U Can’t Touch This - M.C. Hammer 

15. Another Day in Paradise - Phil Collins 

14. Star - Erasure 

13. This Is How It Feels - Inspiral Carpets 

12. All Around the World - Lisa Stansfield 

11. La Abuela - Wilfred y La Ganga 

10. Get Up! (Before the Night Is Over) - Technotronic 

9. Policy of Truth - Depeche Mode 

8. You Surround Me - Erasure 

7. It Must Have Been Love - Roxette 

6. Pump Up the Jam - Technotronic feat. Felly 

5. Nothing Compares 2 U - Sinéad O’Connor 

4. Personal Jesus - Depeche Mode 

3. Enjoy the Silence - Depeche Mode 

2. Vogue - Madonna 

1. I Can’t Stand It! - Twenty 4 Seven 

## Discografía
En los años de existencia de la radio, fueron editados varios discos (en vinilo y en casete) que compilaban algunos de los temas emblemáticos que sonaban en la emisora. Entre ellos se pueden destacar Top Ten (Vol 1 y 2), La Máquina del Sonido (Vol. 1 y 2), Spotlights (Vol. 1 y 2) y la serie de cuatro volúmenes de La Batalla de los Disc Jockeys. La mayoría de estos discos fueron editados por el sello Abraxas, propiedad de Bernardo Bergeret, también director de la radio.

Top Ten (1989)

Lado A

1- Marina- Rocco & The Carnations
 
2- Stop That Crazy Thing- Coldcut

3- Who's In The House-The Beatmasters With Merlin
 
4- Question Of Lust- Depeche Mode
 
5- Sealed With A Kiss- B Hyland & A West
 
Lado B

1- Hey Music Lovers- S´Express
 
2- Amor De Mis Amores- Paco
 
3- Say A Little Prayer- Bomb The Bass
 
4- C'e Da Spostare Una Macchina- Francesco Salvi
 
5- Stars On Remix 89 Remix- Stars On 45

La Batalla de los Disc Jockeys Vol. 1

Lado A

1- Sueño Latino (Latin Dream Mix)- Carolina Damas
 
2- The Real Wild House (Wild Mix )- Raul Orellana
 
3- Hard Mix - Tongue
 
4- Dont Make Me Wait (Dance Version) - Bomb The Bass
 
Lado B

1- Mantra Of A State Of Mind (Elevation Mix) - S´Express

2- Peligroso (Sexual Mix) - Depeche Mode
 
3- Plastic (Orig Mix Remix 90) - P. Bertrand
 
4- Get Down (Soweto House Mix) - New Age Kids

La Batalla de los Disc Jockeys Vol. 2
  
Lado A
 
1- Venus- Don Pablo's Animals
  
2- Let Your Love Flow - Go
  
3- I Can Handle It- Mixi & Skinny Scotty
  
4- Tu Abuela - Carmelo Dj & Hth
  
Lado B
 
1- Manue - The Sacados
  
2- The Power - Booby Trap
  
3- Moments Of Soul - J.T
  
4- Boy Ill House Ya - 2 Static